# 3Bobule
3Bobule je česká filmová komedie z roku 2020 režiséra Martina Koppa, navazující na předchozí díl 2Bobule. V hlavních rolích se představili Tereza Ramba, Kryštof Hádek, Lukáš Langmajer, Branislav Deák a Miroslav Táborský. Václav Postránecký, který hrál v předchozím díle, zemřel. Před smrtí nicméně namluvil několik vět, které byly do snímku zakomponovány. Postráneckému byl film i věnován. Film distribuovala společnost Bioscop.
Film byl financován Tomášem Vicanem stejně jako předchozí díly.
Film byl poprvé uveden v předpremiéře pro 200 diváků dne 9. března 2020 v brněnském planetáriu. Premiéra v českých kinech byla naplánována na 12. března 2020, nicméně kvůli uzavření kin v důsledku opatření proti koronavirové epidemii bylo těsně před premiérou oznámeno její odložení. Do kin byl film uveden 25. června 2020.

## Obsazení
| Kryštof Hádek        | Honza                       |
| Tereza Ramba         | Klára, manželka Honzy       |
| Lukáš Langmajer      | Jirka, kamarád Honzy        |
| Prokop Zach          | Kuba, Jirkův syn            |
| Šimon Klacl          | Jožka, syn Honzy a Kláry    |
| Anna Krejčířová      | Anička, dcera Honzy a Kláry |
| Branislav Deák       | Miro                        |
| Miroslav Táborský    | pan Kozderka                |
| Radim Novák          | policista Novák             |
| Lumíra Přichystalová | policistka Adéla            |
| Marian Roden         | František Mátl              |
| Michal Isteník       | Humpl                       |
| Petr Štěpán          | Göttel                      |
| Tomáš Měcháček       | moderátor                   |
| Václav Postránecký   | Michalica (pouze hlas)      |
| Roman Luknár         | Ročner                      |
| Karel Roden          | Karel                       |
| Martin Hofmann       | host v baru                 |
| Bob Klacl            | brigádník                   |

## Recenze
Film získal od českých filmových kritiků průměrná až podprůměrná hodnocení:
- Věra Míšková, Právo, 25. června 2020, [8]
- Mirka Spáčilová, IDNES.cz, 26. června 2020, [9]
- Lenka Vosyková, Červený koberec, 26. června 2020, [10]
- Jan Varga, FilmSpot, 27. června 2020, [11]
- Mojmír Sedláček, MovieZone, 30. června 2020, [12]
- Marek Čech, AV Mania, 4. července 2020, [13]